# Симптом Фаже
Симптом Фаже (англ. Faget sign; також іноді пульсо-термічна дисоціація, англ. sphygmothermic or pulse-temperature dissociation) — клінічний симптом, який спостерігається у розпал жовтої гарячки.
Являє собою різку зміну властивій більшості хвороб з високою гарячкою тахікардії (прискорення частоти роботи серця та пульсу) на брадикардію (зменшенням частоти серцевих скорочень і пульсу менше 55 ударів за хвилину), що відбувається в клінічну стадію венозного стазу жовтої гарячки. Таким чином порушується правило Лібермейстера, яке встановлює, що серце хворого з гарячкою реагує на підвищення температури тіла на кожен градус вище 37 прискоренням частоти серцевих скорочень і пульсу на 8-10 ударів.
Симптом названо на честь Жана-Шарля Фаже (фр. Jean-Charles Faget; роки життя 1818—1884), американського лікаря французького походження, який вивчав жовту гарячку під час епідемії в Новому Орлеані в 1858 році
Надалі стали вважати, що цей симптом виявляється при черевному тифі, туляремії, бруцельозі, легіонельозі, мікоплазмовій та хламідійній пневмонії, колорадській кліщовій гарячці, абсцесі мозку, медикаментозній гарячці через прийом бета-блокаторів (симптом бета-Фаже)